# Walter Christian Steinbach
Walter Christian Steinbach (* 10. Mai 1944 in Zwenkau) ist ein deutscher Politiker (SPD, später CDU), ehemaliges Mitglied des Sächsischen Landtages (1990–1991) und Regierungspräsident von Leipzig (1991–2010).

## Leben
Steinbach studierte von 1962 bis 1966 Mathematik und Physik an der Universität Leipzig. Anschließend, von 1966 bis 1973 arbeitete er als Fachschuldozent. Von 1969 bis 1974 folgte ein Studium der Evangelischen Theologie an der Universität Leipzig. Zwischen 1975 und 1985 war er Pfarrer in Rötha. Von 1985 bis 1990 war Steinbach hauptamtlicher Studienleiter für den „Kirchlichen Kurs für Kinder- und Jugendarbeit“ bei der Sächsischen Landeskirche, der einmalig auf Fachhochschulniveau am Theologischen Seminar Leipzig eingerichtet worden war. Ehrenamtlich leitete Steinbach das Christliche Umweltseminar Rötha.

## Politik
Von 1990 bis 1991 war Steinbach Abgeordneter des Kreistages von Borna. Weiterhin zog er im Oktober 1990 über die Landesliste der SPD Sachsen in den Sächsischen Landtag ein. Dort war er Mitglied im Innenausschuss sowie im Petitionsausschuss. Als er im Februar 1991 Regierungspräsident von Leipzig wurde, schied er aus dem Landtag aus. Sein Nachfolger wurde Joachim Richter. Im Juli 2002 verließ Steinbach die SPD und trat der CDU bei.
Steinbach trat am 31. Mai 2010 in den Ruhestand.

## Ehrenämter
Steinbach wurde 2011 in das Domkapitel der Vereinigten Domstifter berufen und amtierte ab 18. Juni 2012 als Domdechant. Im Februar 2013 legte er sein Amt als Dechant nieder, blieb aber Domherr. Steinbach ist Vorsitzender des Kuratoriums der Stiftung Wald für Sachsen.

## Veröffentlichungen
- Eine Mark für Espenhain. Vom Christlichen Umweltseminar Rötha zum Leipziger Neuseenland. Evangelische Verlagsanstalt, Leipzig 2018, ISBN 978-3-374-05592-0.

## Ehrungen
- Bundesverdienstkreuz 1. Klasse (2010)
- Sächsische Verfassungsmedaille (2022)[6]